# Zirconium
Ne pas confondre avec le zircon (silicate de zirconium) ni la zircone (dioxyde de zirconium).
Le zirconium est l'élément chimique de numéro atomique 40, de symbole Zr.
Il a été découvert par Martin Heinrich Klaproth à Berlin, qui l'a extrait du zircon en 1789 sous forme d'oxyde. Mais ce n'est qu'en 1824, que Jöns Jacob Berzelius l'a isolé sous forme de métal à Stockholm, en Suède. En 1999 est trouvé en Australie un fin morceau de cristal de zircon de 4,4 milliards d'années d'âge : hormis certains fragments de météorites, c'est le plus vieil objet terrestre connu.
C'est un métal de transition appartenant, avec le titane et l'hafnium, à la colonne IVb de la classification périodique des éléments.
Il est trois fois plus abondant que le cuivre dans la croûte terrestre, dont il compose 0,0165 % jusqu'à une profondeur de 16 km (principalement sous forme de zircon ZrSiO4 et de zircone appelé aussi zirconia ou baddeleyite (en) ou dioxyde de zirconium ZrO2).

## Étymologie
« Zirconium » dérive de « zircon », le nom du minerai à partir duquel il a été extrait pour la première fois. Ce dernier vient de l'allemand Zirkon, un nom créé par le géologue et minéralogiste Abraham Gottlob Werner en 1783, que Martin Heinrich Klaproth décidera de reprendre en 1789. La formation du mot allemand reste obscure et pourrait venir de l'arabe zarkûn, lequel découlerait du persan zargûn signifiant « couleur de l'or ».

## Isotopes
Le zirconium possède 33 isotopes connus, de nombre de masse variant de 78 à 110, et 5 isomères nucléaires. Parmi ces isotopes, quatre sont stables, 90Zr, 91Zr, 92Zr et 94Zr, et sont présents dans la nature dans les rapports 51/11/17/17 avec un radioisotope naturel, nucléide primordial, 96Zr qui se désintègre par double désintégration β avec une demi-vie observée de 2,0×1019 années.
La masse atomique standard attribuée au zirconium est de 91,223 ± 0,002 u.

## Production et réserves

### Minerai
Son principal minerai, le zircon ZrSiO4 se présente quelquefois sous forme d'une pierre précieuse, l'hyacinthe. Il est généralement associé au titane et à l'hafnium. La teneur massique en hafnium est à peu près constante et égale à 2 %. Le zircon est un constituant des granites, il se concentre dans les sables issus de la décomposition du granite.

### Production
La production mondiale de zircon est d'environ 1,25 million de tonnes par an. La Chine a une production significative qui lui permet d'alimenter son marché intérieur.

### Réserves
Les réserves sont estimées à 56 millions de tonnes, ce qui représente un peu plus de 40 ans de production au rythme de consommation actuel. Cependant, la consommation a crû en moyenne de 3,4 % par an sur la période 1990-2008, en raison notamment d'une forte croissance de la demande chinoise (17,2 % par an en moyenne). Deux pays, l'Australie et l'Afrique du Sud, se partagent les deux tiers de la production et des réserves. Les États-Unis, le Brésil, l'Inde et l'Ukraine ont aussi des réserves significatives. Le zirconium pose donc des problèmes d'une part dans le niveau des réserves, et d'autre part dans le déséquilibre de la répartition géographique des réserves.

## Propriétés

### Aspect

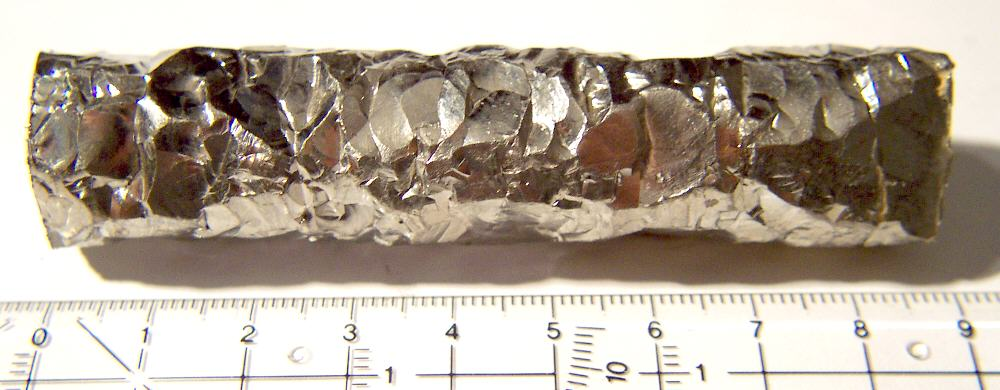
Lingot de zirconium cristallisé.

Le zirconium est un métal dur de couleur argenté et satiné. Sous sa forme commercialisée, il se présente en flocons durs et brillants, ou en poudre grise amorphe.

### Propriétés physiques
À pression atmosphérique ambiante, le zirconium peut exister sous deux variétés allotropiques :
- en dessous de 863 °C, il est de structure hexagonale compacte (variété α) ;
- au-dessus de 863 °C, sa structure est cubique centrée (zirconium β).

Le zirconium présente une section efficace d'absorption des neutrons dans les deux domaines thermique et rapide, très faible égale à 0,182 barn (valeur moyenne pondérée sur l'ensemble des isotopes naturels).
Caractéristiques physiques (complémentaires de celles données ci-contre) :
- Rayon atomique = 0,160 nm
- Rayon ionique = 0,080 nm
- Masse volumique à 20 °C = 6 490 kg/m3
- Chaleur latente de fusion = 211 kJ/kg
- Chaleur latente d'évaporation = 6 360 kJ/kg
- Capacité thermique massique à 25 °C = 281 J kg−1 K−1
- Coefficient de dilatation thermique entre 0 et 100 °C = 5,9 × 10−6 K−1
- Conductivité thermique entre 0 et 100 °C = 22,7 W m−1 K−1 ; à 20 °C = 21,1 W m−1 K−1
- Résistivité électrique à 20 °C = 4,4 mΩ m
- Température critique de supraconductivité = 0,61 K

Caractéristiques mécaniques :
- Dureté Vickers (à l'état recuit) = 85-100
- Résistance à la traction (à l'état recuit) = 350-390 MPa
- Tension de fluage (à l'état recuit) = 250-310 MPa
- À 20 °C :
  - Dureté Brinell = 800 à 1000 MPa
  - Résistance à la traction = 200 à 250 MPa
  - Limite d'élasticité à 0,2 % = 100 à 150 MPa
  - Allongement à la rupture = 30 % à 40 %
  - Module d'élasticité = 90 000 MPa
  - Résilience = 7,5 kg m/cm2
- À 320 °C :
  - Résistance à la traction = 110 MPa
  - Limite d'élasticité à 0,2 % = 65 MPa
  - Allongement = 45 %
  - Module d'élasticité = 70 000 MPa
  - Résilience = 18 kgm/cm2

### Propriétés chimiques
Le métal est extrêmement résistant à l'oxydation du fait de la formation d'un film d'oxyde stable. Il n'est corrodé ni par les acides (à l'exception de l'acide fluorhydrique), ni par les bases.
Le zirconium est un métal spécialement résistant à la corrosion par l'eau et l'eau de mer ce qui, associé à ses caractéristiques nucléaires, permet son utilisation comme matériau du gainage des combustibles utilisés dans les réacteurs à eau (REP et REB). L'eau forme une mince couche de zircone sur le métal qui le protège de la corrosion.
Les propriétés chimiques du zirconium sont très similaires à celles de l’hafnium. Par conséquent, les procédés chimiques normaux utilisés pour l'exploitation du zirconium ne supprimeront pas l’hafnium, qui peut être présent dans les qualités commerciales du zirconium à des niveaux aussi élevés que 4,5 %. Le zirconium utilisé dans le domaine nucléaire doit contenir moins de 0,01 % de hafnium qui est un poison neutronique.

#### Extraction séparation
L'attaque du minerai est effectuée par le chlore en présence de carbone à 1 200 °C. le chlorure de silicium est séparé des chlorures de zirconium et hafnium par condensation. La séparation zirconium hafnium s'effectue suivant deux techniques:
- un procédé liquide - liquide mettant notamment en œuvre la réaction de Kroll utilisant le magnésium liquide à 800 °C
- un procédé par distillation extractive mis au point en France

Le produit de séparation obtenu est une masse métallique spongieuse appelé "l'éponge de zirconium" qui constitue le point initial du raffinage ultérieur du métal

#### Mise en œuvre
- Usinage : l'usinage du zirconium requiert la prise de précautions compte tenu du caractère pyrophorique du matériau
- Soudage : le zirconium est soudable via des procédés adaptés tels que le soudage par faisceau d'électrons. Les assemblages bimétalliques sont également réalisables

## Usages
Le zirconium peut être utilisé pour les effets spéciaux : il provoque une étincelle lors de sa friction avec le sable (gros grain) dans des billes prévues à cet effet.

### Carrelages
La plus grande partie du zirconium est utilisée soit sous forme de zircon (silicate), soit sous forme de zircone (oxyde) pour réaliser des matériaux céramiques (opacifiant pour les émaux vitreux et comme pigment). Cet usage représente 53 % de l'utilisation mondiale de zirconium.

### Secteur de la chimie
Du fait de sa résistance à la corrosion le zirconium est très utilisé dans l'industrie chimique où sont utilisés des agents corrosifs. Le métal pur est également utilisé comme revêtement des moteurs à réaction. Le zirconium est utilisé comme élément d'alliage, les alliages qui en résultent ayant des caractéristiques mécaniques améliorées.

### Secteur de l'industrie nucléaire et des déchets radioactifs
En raison de ses excellentes propriétés aux températures élevées, et couplé à sa faible absorption des neutrons, il est utilisé dans la construction des réacteurs nucléaires fonctionnant à moins de 400 °C, dont notamment les réacteurs à eau.
- Le zirconium sous forme métallique est utilisé pour fabriquer la gaine des « crayons » contenant les pastilles de combustible fissile introduits dans les réacteurs à eau pressurisée de centrale nucléaire. Il s'agit alors d'un alliage de zirconium purifié (notamment épuré de l'hafnium qui est un poison neutronique présent dans le minerai naturel à des concentrations situées entre 1 et 3 %). Cette utilisation représente 90 % de la production de zirconium métal. Cependant, le zirconium métal ne représente qu'un faible pourcentage de l'utilisation de l'élément zirconium, de l'ordre de 1 %[15].
- Pour ses propriétés physico-chimiques (résistance à la corrosion, résistance à l'irradiation, grande pénétrabilité des neutrons lents, conservation des propriétés à haute température), ce métal est utilisé dans l'industrie nucléaire ou chimique, sous forme d'alliages tels que le Zircaloy (avec de l'étain, du fer et du chrome) ou de verre de zircon employé pour le confinement en sarcophage de déchets radioactifs (par ex. du plutonium). Selon les recherches actuelles[réf. nécessaire], ce type de sarcophage pourrait contenir la radioactivité au moins 2 000 ans, ce qui est encore loin du minimum de 100 000 ans requis pour les déchets radioactifs les plus dangereux[16].

La quantité de zirconium consommée pour la fabrication du combustible nucléaire en France est voisine de 321 tonnes par an.

### Revêtement réfractaire
Le zirconium est utilisé pour protéger la paroi intérieure de fours et de réacteurs (chimiques) : fabrication de creusets de fonderie, de briques et d'abrasifs. Cet usage représente 13 % de l'utilisation du zirconium.

### Fauxdiamant
L'oxyde de zirconium, appelé zircone ou baddeleyite (en), permet de fabriquer des imitations de diamant (un peu moins éclatant[réf. nécessaire]).
L'orthosilicate de zirconium (hyacinthe ou zircon) était déjà utilisé par les anciens Égyptiens, notamment pour des bijoux en forme du dieu scarabée, Khepri, symbole de la fertilité.
Il est aujourd'hui notamment utilisé pour traiter la surface des verres de lunette, contre les rayures.

### Prothèse dentaire
L'oxyde de zirconium, par ses propriétés mécaniques, son excellente biocompatibilité et son rendu esthétique, est un matériau de choix pour l'élaboration de restaurations dentaires de grande qualité. Les armatures contenant du zirconium, légèrement translucides, sont parfois jugées plus esthétiques car un peu moins visibles que les armatures métalliques classiques. Les forces de van der Waals assurent une cohésion aussi efficace de la céramique sur le zirconium que sur un support métallique.
De l'oxyde de zirconium peut être utilisé pour les couronnes unitaires, les bridges, les reconstitutions intracoronaires (inlay core), les facettes esthétiques.
Selon les différentes marques, il reste après le fraisage, et avant de procéder au montage de la céramique, une étape de sintérisation ou de frittage dans des fours spéciaux.
L'oxyde de zirconium rentre dans la fabrication de piliers d'implants dentaires qui sont fraisés par ordinateur ou par copie manuelle.
Il semble être le seul matériau à n'offrir aucune adhérence à la plaque dentaire (ce qui laisse penser qu'il pourrait avoir des propriétés biocides).

### Sonde àoxygène
Les sondes de mesure de la teneur en oxygène associées aux catalyseurs des moteurs à essence sont à base d'oxyde de zirconium, dopé à l'yttrium.
Ces sondes sont également utilisées dans les fours de traitement thermique des métaux (cémentation et carbonitruration) pour en déduire par calcul le potentiel carbone de l'atmosphère du four.

### Métallurgie
Le zirconium est un anti-recristallisant fréquemment utilisé dans certains alliages d'aluminium.

### Coutellerie
Le dioxyde de zirconium, ou zircone (ZrO2), est aussi utilisé pour la fabrication de couteaux céramiques dont les lames plus légères et plus résistantes aux acides et à la chaleur conservent leur tranchant plus longtemps. La première lame céramique aurait été produite en 1984 par le groupe japonais Kyocera.

### Autres
Il est également utilisé en tant que pigment, additif et réactif dans l'industrie métallurgique, en tant que composant dopant de supraconducteurs, dans des composés céramiques (PZT), ou dans certains implants utilisés en orthopédie du fait de sa bonne tolérance par l'organisme humain.
Le zirconium est également utilisé comme « getter », c'est-à-dire comme piège à gaz, dans les tubes électroniques sous vide.
Il est également utilisé afin de donner un aspect "or" au boitier de montres, avec un coût de revient inférieur au placage d'or.

## Risques et dangers
Sous forme de poudre, poussière ou flocons, en contact avec l'air ou des oxydants, le zirconium est instable, pyrophorique et très explosif (notamment en présence d'impuretés).
Dès les années 1950, on a montré, par étude micrographique d'alliages zirconium-hydrogène que l'hydrure de zirconium pouvait se présenter sous deux phases différentes dont l'une se forme à pression ambiante, produisant un métal saturé en hydrogène et alors fragilisé. Cette phase est caractérisée par un réseau tétragonal laissant supposer qu'elle résulte d'une transformation pseudo-martensitique d'une phase cubique du métal.
Le métal réagit :
- violemment avec les oxydants, le borax et le tétrachlorure de carbone quand il est chauffé[17] ;
- violemment avec des hydroxydes des métaux alcalins (en provoquant une explosion)[17] ;
- avec l'eau. À température élevée ( > 1 200 °C ), le zirconium absorbe de l'hydrogène prélevé dans l'eau lors d'un phénomène dit « corrosion aqueuse », qui est un facteur limitant au séjour prolongé de gaines de combustible nucléaire en alliages de zirconium dans les piscines ou réacteurs à eau pressurisée[19]. A température très élevée, une réaction avec l'eau peut produire un dégagement important d'hydrogène. Ainsi, le zirconium surchauffé de crayons de combustibles nucléaire mal refroidis semble avoir été à l'origine de la production de l'hydrogène responsable de l'explosion des bâtiments des réacteurs 1 et 3 de la centrale nucléaire Fukushima Daiichi, ainsi probablement que du bâtiment de l'unité 4 mais cette fois à partir de la piscine de refroidissement du combustible[20]. Divers matériaux et alliages sont concernés (Zircaloy 2, Zircaloy 4, Zr98Sn2, alliage Cr/Fe/Ni/Sn/Zr, Zr96Sn4, alliage Cr/Fe/Sn/Zr)[19]. Parmi les facteurs en jeu, figurent la microstructure de l'alliage, et des précipités intermétalliques (par exemple Zr(Fe,Cr)2 et Zr2(Fe,Ni) dans les alliages Zircaloys−2 et −4), qui contribuent à la diffusion d'hydrogène au travers de la couche d'oxyde superficielle formée par corrosion aqueuse[19].

La couche d'oxyde qui se forme sur les Zircaloys se compose d'une couche externe poreuse et d'une sous-couche interne plus dense formant une barrière vis-à-vis de l'absorption de l'hydrogène. Ce sont les précipités intermétalliques qui permettent l'absorption d'hydrogène en offrant à la fois des sites de réduction des protons de l'eau et des chemins privilégiés de l'hydrogène dans la couche dense de l'oxyde dense protecteur. Dans ces précipités, certains éléments (fer et nickel notamment) semblent aussi participer à l'absorption d'hydrogène (en inhibant sa réaction de recombinaison). Certains alliages (ex : Zr-1Nb) ne contient pas de précipités intermétalliques.

### Toxicité, effets du zirconium sur la santé humaine
Le zirconium et ses sels sont généralement considérés comme ayant une basse toxicité systémique. Le zirconium n'est pas classé cancérigène, ni cancérigène potentiel, mais semble pouvoir générer des allergies et une sensibilisation,,.
Le zirconium 93 (émetteur bêta moins de 60 keV donc peu nocif, sauf en cas d'ingestion, de période 1,53 Ma donc peu radioactif) est néanmoins l'un des radionucléides résiduels des essais nucléaires atmosphériques des années 1950 et 60. Il compte parmi les radionucléides qui ont produit et continueront à produire un risque accru de cancers pour les décennies à venir.
Les bases de données de toxicologie ne contiennent que peu de références d'études sur les risques de sensibilisation avec le zirconium pur, mais la littérature scientifique cite des cas de sensibilisation pour certains composés (lactate de zirconium et de sodium, dioxyde de zirconium, tétrachlorure de zirconium) qui provoquent des granulomes cutanés,. Les allergies ont été surtout constatées chez des patients ayant utilisé des bâtons déodorants contenant du lactate de sodium et de zirconium ou des crèmes topiques destinées à traiter des dermites et contenant du dioxyde de zirconium. Les lésions apparaissaient aux points de contacts et 4 à 6 semaines après l'utilisation de ces produits, aussi bien avec des sels solubles qu'insolubles de zirconium.
Une alvéolite allergique a été signalée chez un travailleur du nucléaire après soudage de couvertures tubulaires contenant du zirconium (les granulomes trouvés dans les poumons du patient contenaient principalement du zirconium).
Sous forme de poussière en suspension, il peut provoquer une irritation mécanique des yeux avec « Risque d'atteinte pulmonaire lors d'une exposition répétée ou prolongée à la poussière ».
On suppose que :
- la pénétration dans la peau est facilitée par des actions tels que friction, rasage, ou des états physiologiques particuliers (sudation, inflammation dermatologique induite par une dermite[21] ;
- Les granulomes se développent chez les personnes ayant acquis une hypersensibilité au zirconium[21]. Ceux qui ont été formés par des sels solubles de zirconium disparaissent après quelques mois. Les autres (induites par des sels insolubles) persisteront plusieurs années, en résistant aux traitements dermatologiques.

Une hypersensibilité allergique aux composés de zirconium peut être confirmée par des tests cutanés (patch) et intradermiques, avec respectivement chez les allergiques la formation de papules rouge-brun après environ 4 semaines, et sous la peau des papules discrètes 8 à 14 jours après le début du test (persistant 6 à 24 mois).
En 2010, selon le site de REPTOX, la littérature consultée n'évoquait pas de cas certains de sensibilisation respiratoire asthmatiforme. Des cas d'asthme bronchique et de toux chronique ont été relevés chez des travailleurs respirant de l'air contenant du zirconium dans les usines produisant du zirconium, mais cet air contenant aussi des chlorures d'autres métaux, l'éventuelle part de responsabilité du zirconium n'a pu être établie.

### Effets du zirconium sur l'environnement
L'écotoxicologie a peu étudié les éventuels effets écosystémiques de ce métal ou de ses sels.
Au vu de ses caractéristiques générales on a longtemps considéré que - au moins sous ses formes naturelles - le zirconium était peu susceptible de présenter un risque pour l'environnement.
Quelques études l'ont testé pour les bactéries et poissons ; chez ces taxons (et chez les algues), ce métal ne semble pas toxique pour l'ADN ; aucun effet mutagène (test de fluctuation) ou génotoxique (test SOS Chromotest) n'a été relevé lors des expériences in vitro.
Cependant les tests in vitro ont aussi montré une « réelle toxicité pour les algues à des concentrations de 1,3 à 2,5 mg/l», via une inhibition de leur métabolisme (« ATP energy stress »).
Il est généralement déconseillé d'ingérer ou inhaler le zirconium, ou de mettre certains de ses sels en contact direct avec la peau.
Chez l'animal de laboratoire :
- quand il est inhalé de manière chronique, il produit une fibrose pulmonaire parfois accompagnée d'un emphysème[21] ;
- il traverse la barrière placentaire[21] ;
- il passe dans le lait maternel[21].

### Gaines de zirconium du combustible nucléaire
Les gaines de zirconium entourant le combustible nucléaire des réacteurs à eau pressurisée français sont cisaillées et séparées du combustible à l'usine de La Hague par dissolution du combustible par l'acide nitrique. Elles font partie des déchets à vie longue et ne sont pas recyclables pour le moment.
Le transport des crayons de combustibles usagés est un transport dangereux qui dans le cycle du combustible nucléaire en France s'effectue uniquement dans des containers blindés spéciaux. Selon l'ASN, ces emballages sont susceptibles de transporter des crayons aux gaines fissurées et donc « inétanches ». À la suite d'analyses ayant démontré « des taux d’hydrogène supérieurs à ceux prévus dans les dossiers de sûreté », et pour « limiter les conséquences de la radiolyse et donc de la production d’hydrogène sous l’effet des rayonnements » car « cette production d’hydrogène induit un risque en cas de dépassement du seuil d’inflammabilité de l’hydrogène » (état, pouvant conduire à l’explosion, en situation de surchauffe des gaz de la cavité). En 2009, l'ASN a revu les puissances du chargement, la durée maximale de transport et le procédé de séchage du container avant transport pour les six certificats d’agrément relatifs aux« emballages de transport de combustibles irradiés TN 12/2, TN 13/2, TN 17/2 et TN 106 » ; les colis étant chargés « sous eau ».
En effet, les fissures présentes dans l'enveloppe des crayons diminuent l’efficacité de leur séchage et du séchage de la cavité interne du container, séchage qui doit être correctement assuré avant le transport car la présence de fissures et donc d'eau « accélère la production d’hydrogène ».

### Valeurs d'exposition admissibles
Dans l'air, au Québec (où « ce produit n'est pas contrôlé selon les critères de classification du SIMDUT »),
- la valeur d'exposition moyenne pondérée (VEMP) est de 5 mg m−3[31]
- la valeur d'exposition de courte durée (VECD) est de 10 mg m−3[31]

En Belgique : la valeur courte durée était comme au Québec - en 2002 - de 10 mg m−3, et le zircon doit respecter la réglementation sur les poussières de silicates.
Selon sa fiche toxicologique internationale :
- TLV: 5 mg m−3
- TWA; 10 mg m−3
- STEL A4 ; C'est une substance impossible à classer comme cancérigène chez l'homme[33],[17].
- MAK: (Fraction inhalable) 1 mg m−3
- Sah
- Classe de limitation des taux les plus élevés: I(1)
- Classe de substances pouvant présenter un risque pendant la grossesse: IIc; (DFG 2004)

## Mesures de prévention et protection
La fiche toxicologique internationale recommande d'éviter de disperser les poussières, des précautions contre l'incendie et l'explosion, le port de gant et lunette de protection pour les travailleurs manipulant le zirconium, ne pas manger, ni boire ou fumer durant le travail.

### Méthodes et protocoles analytiques
La spectrophotométrie d'absorption atomique-avec flamme(SAAF) permet de le doser, mais il faut savoir que lors des analyses, divers corps chimiques peuvent interférer avec le zirconium et fausser les analyses ; ces facteurs d'inférences sont notamment les sels de type fluorures, chlorures, sels d'ammonium, sulfates, nitrates, le bromure de nickel,.

## Commerce
En 2014, la France est nette importatrice de zirconium, d'après les douanes françaises. Le prix moyen à la tonne importée était de 1 100 €.